# Невраєв Георгій Федорович
Георгій Федорович Невраєв (1892, Артинський завод Красноуфимського повіту Єкатеринбурзької губернії, тепер Свердловська область, Російська Федерація — 26 жовтня 1937, покінчив життя самогубством у тюрмі) — радянський діяч, військовий політпрацівник, дивізійний комісар. Член Центральної Контрольної Комісії КП(б)У в грудні 1925 — листопаді 1927 р.

## Біографія
Народився у жовтні 1892 року в родині пічника. Закінчив три класи школи.
У 1904—1917 роках — робітник-металіст (слюсар) на Артинському заводі Красноуфимського повіту Єкатеринбурзької губернії. У 1917 році вибирався членом заводського комітету, членом ради заводоуправління.
Член РСДРП(б) з березня 1917 року.
З червня 1918 року — добровільно в Червоній армії. У 1918—1919 роках — червоноармієць партизанського загону Шевалдіна, голова дивізійного партійного бюро і особливої комісії, інструктор-організатора політичного відділу 30-ї стрілецької дивізії, військовий комісар 263-го стрілецького полку. У 1920 році — військовий комісар 262-го стрілецького полку, помічник військового комісара 88-ї бригади, військовий комісар 89-ї бригади 30-ї стрілецької дивізії, військовий комісар артилерії 30-ї стрілецької дивізії. Воював на Східному і Південному фронтах.
У лютому — березні 1921 року — помічник військового комісара 30-ї стрілецької дивізії. У березні — квітні 1921 року — військовий комісар 90-ї бригади 30-ї стрілецької дивізії. У квітні 1921 — квітні 1922 року — військовий комісар штабу 30-ї стрілецької дивізії. У квітні — липні 1922 року — військовий комісар 89-ї бригади 30-ї стрілецької дивізії.
У липні — грудні 1922 року — військовий комісар 2-ї прикордонної дивізії. З січня 1923 року — помічник військового комісара 23-ї Харківської стрілецької дивізії та військовий комісар артилерії цієї ж дивізії. У 1924 році закінчив курси марксизму при ЦК КП(б)У в місті Харкові.
У серпні 1924 — лютому 1926 року — начальник політичного відділу 80-ї стрілецької дивізії Українського військового округу. У лютому 1926 — вересні 1927 року — військовий комісар 45-ї Волинської стрілецької дивізії.
У вересні 1927 — липні 1928 року — слухач Курсів вдосконалення вищого політичного складу при Військово-політичній академії імені Толмачова.
У серпні 1928 — 1930 р. — начальник політичного відділу 1-ї Кавказької стрілецької дивізії.
У 1930—1932 роках — слухач курсів марксизму-ленінізму при Комуністичній академії.
З березня 1932 року — старший інспектор політичного управління РСЧА, заступник начальника політичного відділу Забайкальської групи військ Особливої Червонопрапорної Далекосхідної армії (ОЧДСА). У травні 1935 — травні 1937 року — заступник начальника Політичного управління Забайкальського військового округу.
У травні — вересні 1937 року — начальник Політичного управління Сибірського військового округу. На початку вересня 1937 року зачислений у розпорядження Управління з командно-начальницького складу РСЧА, а в кінці вересня 1937 року звільнений за «політичним недовір'ям» у запас.
16 жовтня (за іншими даними — 26 жовтня) 1937 року заарештований органами НКВС. Покінчив життя самогубством у тюрмі. Посмертно реабілітований 21 січня 1957 року.

## Звання
- дивізійний комісар (20.11.1935)

## Нагороди
- орден Червоного Прапора (1928)